# Max Kanter
Max Kanter (Cottbus, 22 ottobre 1997) è un ciclista su strada e pistard tedesco che corre per l'XDS Astana Team; è professionista dal 2019.

## Palmarès

### Strada
- 2015 (Juniores)

Classifica generale Coupe du Président de la Ville de Grudziądz
Classifica generale Driedaagse van Axel
3ª tappa Internationale Niedersachsen-Rundfahrt der Junioren (Wallenhorst > Wallenhorst)
2ª tappa Grand Prix Rüebliland (Möhlin > Möhlin)
- 2017 (Development Team Sunweb, una vittoria)

Campionati tedeschi, Prova in linea Under-23
- 2018 (Development Team Sunweb, quattro vittorie)

Campionati tedeschi, Prova in linea Under-23
1ª tappa Tour de l'Avenir (Grand-Champ > Elven)
2ª tappa Olympia's Tour (Emmen > Emmen)
4ª tappa Olympia's Tour (Nijverdal > Duiven)
- 2024 (Astana Qazaqstan Team, una vittoria)

2ª tappa Giro di Turchia (Kemer > Kaş)
- 2025 (XDS Astana Team, una vittoria)

Famenne Ardenne Classic

#### Altri successi
- 2014 (Juniores)

1ª tappa, 1ª semitappa Coupe du Président de la Ville de Grudziądz (Gruta > Łasin, cronosquadre)
- 2015 (Juniores)

1ª tappa, 1ª semitappa Coupe du Président de la Ville de Grudziądz (Gruta > Łasin, cronosquadre)
Classifica a punti Driedaagse van Axel
Classifica a punti Internationale Niedersachsen-Rundfahrt der Junioren
- 2016 (LKT Team Brandenburg)

Classifica giovani Carpathian Couriers Race
Classifica giovani East Bohemia Tour
- 2018 (Development Team Sunweb)

Classifica a punti Olympia's Tour
- 2022 (Movistar Team)

Classifica a punti Route d'Occitanie

### Pista
- 2014

Campionati tedeschi, Inseguimento a squadre Junior (con Jasper Frahm, Marcel Franz e Eric Schlott)
- 2015

Campionati tedeschi, Inseguimento a squadre Junior (con Carlos Ambrosius, Richard Banusch e Bastian Flicke)
- 2016

Campionati tedeschi, Scratch

## Piazzamenti

### Grandi Giri
- Giro d'Italia

2021: 116º
2023: 109º
2024: non partito (10ª tappa)
2025: 123º
- Vuelta a España

2020: 111º

### Classiche monumento
- Milano-Sanremo

2022: 103º
- Giro delle Fiandre

2022: 91º
- Parigi-Roubaix

2021: ritirato
2022: 48º

### Competizioni mondiali
- Campionati del mondo

Richmond 2015 - In linea Junior: 14º
Bergen 2017 - In linea Under-23: 7º
Innsbruck 2018 - Cronometro Under-23: 15º
Innsbruck 2018 - In linea Under-23: 28º
- Campionati del mondo su pista

Astana 2015 - Inseguimento a squadre Junior: 4º
Astana 2015 - Omnium Junior: 3º

### Competizioni continentali
- Campionati europei su pista

Montichiari 2016 - Inseguimento individuale Under-23: 20º
Montichiari 2016 - Omnium Under-23: 9º